# Мондорф-ле-Бен (комуна)
Мондорф-ле-Бен (люксемб. Munneref, фр. Mondorf-les-Bains, нім. Bad Mondorf) — комуна Люксембургу. Входить до складу кантону Реміх в окрузі Гревенмахер.

## Географія
Площа території комуни становить 13,66 км² (91-е місце за цим показником серед 116 комун Люксембургу).
Висота найвищої точки комуни над рівнем моря складає 317 метрів (107-е місце за цим показником серед комун країни), найнижчої — 186 метрів (22-е місце).

## Демографія
Станом на 2011 рік на території комуни мешкало 4 608 ос.
Динаміка чисельності населення:

## Адміністративний поділ
До складу комуни входять такі поселення:
| Поселення      | Населення за даними переписів: | Населення за даними переписів: | Населення за даними переписів: |
| Поселення      | на 31.03.1981                  | на 01.03.1991                  | на 15.02.2001                  |
| -------------- | ------------------------------ | ------------------------------ | ------------------------------ |
| Альтвайс       | 453                            | 439                            | 557                            |
| Елланж         | 211                            | 223                            | 269                            |
| Мондорф-ле-Бен | 1 849                          | 2 221                          | 2 812                          |